# Norihiro Nishi
Norihiro Nishi (西 紀寛, Nishi Norihiro, Takatsuki, 9 mei 1980) is een Japans voormalig voetballer die als middenvelder speelde.
Hij verruilde in januari 2014 Tokyo Verdy voor Police United. Nishi kwam in 2004 vijf keer uit voor het Japans voetbalelftal.

## Statistieken

### J.League
| seizoen     | club         | land  | competitie | wed. | goals |
| ----------- | ------------ | ----- | ---------- | ---- | ----- |
| 1999/00     | Jubilo Iwata | Japan | J-League   | 13   | 4     |
| 2000/01     | Jubilo Iwata | Japan | J-League   | 19   | 3     |
| 2001/02     | Jubilo Iwata | Japan | J-League   | 22   | 2     |
| 2002/03     | Jubilo Iwata | Japan | J-League   | 26   | 4     |
| 2003/04     | Jubilo Iwata | Japan | J-League   | 24   | 1     |
| 2004/05     | Jubilo Iwata | Japan | J-League   | 17   | 4     |
| 2005/06     | Jubilo Iwata | Japan | J-League   | 19   | 3     |
| 2006/07     | Jubilo Iwata | Japan | J-League   | 16   | 4     |
| 2007/08     | Jubilo Iwata | Japan | J-League   | 17   | 2     |
| Bijgewerkt: | 21-10-2007   |       | Totaal     | 173  | 27    |

### Interlands
| Japans voetbalelftal | Japans voetbalelftal | Japans voetbalelftal |
| Jaar                 | Wed.                 | Dlp.                 |
| -------------------- | -------------------- | -------------------- |
| 2004                 | 5                    | 0                    |
| Totaal               | 5                    | 0                    |

## Erelijst
- Asian Cup Kampioen: 2004
- AFC Champions League Kampioen: 1999
- Asian Super Cup Kampioen: 1999
- J1 League Kampioen: 1999, 2002